# Ryan Taylor (cestista)
Ryan Taylor (Gary, 1º febbraio 1995) è un cestista statunitense.

## Carriera
Inizia la carriera professionistica nel dicembre del 2019, quando viene firmato dai Santa Cruz Warriors, rimanendo poi con la franchigia californiana per due stagioni. Nell'agosto del 2021 si trasferisce all'Īraklīs Salonicco, facendo poi ritorno ai Santa Cruz Warriors nel successivo mese di gennaio. Il 25 aprile 2022 passa ai Canterbury Rams, club neozelandese militante nel campionato locale; il 6 ottobre seguente viene firmato dall'Apollon Patrasso. Dopo un ottimo inizio di stagione con i greci, l'11 dicembre si trasferisce alla Pallacanestro Brescia.
Il 6 marzo 2023 lascia il club lombardo per passare agli Amburgo Towers.

## Palmarès
- Coppa Italia: 1

Brescia: 2023